# Choerophryne proboscidea
Choerophryne proboscidea là một loài ếch trong họ Nhái bầu. Chúng được tìm thấy ở Tây Papua ở Indonesia và Papua New Guinea. Môi trường sống tự nhiên của chúng là các khu rừng ẩm ướt đất thấp nhiệt đới hoặc cận nhiệt đới.